# Dicamptus tampus
Dicamptus tampus là một loài tò vò trong họ Ichneumonidae.